# Vecina Ragra
Vecina Ragra es una localidad peruana ubicada en el distrito de Cajatambo, perteneciente a la provincia homónima del departamento de Lima, al centro oeste del Perú. 

## Ubicación
Vecina Ragra se ubica al este de la provincia de Cajatambo, en el distrito de Cajatambo, en el departamento de Lima.

## Demografía
En 2017 Vecina Ragra tenía una población de 2 habitantes.
| Gráfica de evolución demográfica de Vecina Ragra entre 1993 y 2017 |
|                                                                    |
| Fuentes: Población 1993 y 2017                                     |